# Oetophorus naevius
Oetophorus naevius är en stekelart som först beskrevs av Gmelin 1790.  Oetophorus naevius ingår i släktet Oetophorus och familjen brokparasitsteklar. Arten är reproducerande i Sverige. Inga underarter finns listade i Catalogue of Life.